# 大畫特務
是一部2020年上映的韓國動作喜劇電影，由參與《我的愛在我身邊》、《超“人”氣動物園》劇本潤色的崔元燮執導，權相佑、鄭俊鎬、黃雨瑟惠、李伊庚、李智元主演。影片講述一位從小想當網路漫畫家卻被抓去當情報員的國情院間諜阿俊，不小心將自己的故事公諸於世，引來了黑道、國情院和阿俊的爆笑對決。

## 劇情
韓國國家情報局秘密組織「神盾鳶」，網羅全國失去雙親的小孩培訓成頂尖的特務，其中身為跆拳道國手的兒子阿俊(權相佑飾)從爸爸在世時訓練出精湛的武術，可以將好幾個中學生打的滿地找牙，因此被魔鬼教頭千德奎(鄭俊鎬飾)看上並把他抓去當探員。雖然他接受了在國情院的密集訓練，但他其實想當一個超人氣網路漫畫家，沒辦法選擇的阿俊藉由任務中詐死脫身來實現他的夢想。隱姓埋名地當上網路漫畫家的這15年中，一點也不順利！自己畫的漫畫在網路上得到一面倒的負評，還面臨下架的危機，甚至被譏為靠太太美娜(黃雨瑟惠飾)養的中年魯蛇。某夜鬱鬱不得志的阿俊藉酒消愁，將他的特務人生畫成了漫畫，結果不知情的太太看到睡著的阿俊電腦上的漫畫，以為是他忘記上傳而順手替他上傳，反而使其一夕爆紅！然而，無心之舉雖掀起網民空前轟動，但因為「神盾鳶」屬於國家最高機密，且過去阿俊執行任務時曾與黑幫結怨，漫畫的爆紅便使得阿俊同時遭到幫派和國情院的追殺。

## 演员

### 主要人物
- 權相佑（童年：吳子勳） 飾演 金奉俊／金秀赫，前盾鳶王牌。
- 鄭俊鎬 飾演 千德奎，盾鳶的魔鬼教官。
- 黃雨瑟惠 飾演 美娜，金秀赫的妻子。
- 李伊庚 飾演 阿哲，盾鳶成員。
- 李智元 飾演 佳英，金秀赫的女兒。

### 其他人物
- 许城泰 飾演 亨道
- 金趙雲（朝鲜语：조운 (배우)） 飾演 傑森
- 许栋元 飾演 傑洛姆
- 李準赫 飾演 朴圭萬，主編。
- 李中玉 飾演 室長
- 孫成燦（朝鲜语：손성찬） 飾演 政府高層

### 友情出演
- 金美姬 飾演 控制室國情院探員
- 韓哲宇（朝鲜语：한철우） 飾演 直升機趙中士
- 李相元（朝鲜语：이상원 (배우)） 飾演 成泰
- 金善赫（朝鲜语：김선혁） 飾演 國情院情報官

### 特別出演
- 朴斗植 飾演 塞蒙
- 金風（朝鲜语：김풍） 飾演 金風
- 黃炳國（朝鲜语：황병국） 飾演 孤兒院院長

## 外部連結
- Daum上《大畫特務》的資料

- 韩国电影数据库（KMDb）上《大畫特務》的資料
- 互联网电影数据库（IMDb）上《大畫特務》的资料（英文）